# Citadela v Arbilu
Citadela v Arbilu, lokalno imenovana Kelat (kurdsko قەڵای ھەولێر, قەراتی هەولێرێ, latinizirano: Qelay Hewlêr) je veličastna ali poseljena gomila in zgodovinsko mestno središče Arbila v avtonomni regiji Kurdistan v Iraku. Citadela je od 21. junija 2014 uvrščena na seznam svetovne dediščine.
Najzgodnejši dokazi o poselitvi gomile citadele segajo v 5. tisočletje pr. n. št. in morda tudi prej. V zgodovinskih virih se prvič pojavlja na tablicah iz Eble okoli leta 4000 pr. n. št., posebno pomembnost pa je pridobila v neoasirskem obdobju. V sasanidskem obdobju in Abasidskem kalifatu je bil Arbil pomembno središče krščanstva. Potem ko so Mongoli leta 1258 zavzeli citadelo, je pomen Arbila upadel. V 20. stoletju se je urbana struktura močno spremenila, zaradi česar so bile uničene številne hiše in javne stavbe. Leta 2007 je bila ustanovljena Visoka komisija za revitalizacijo citadele v Arbilu (HCECR), da bi nadzirala obnovo. Istega leta so bili vsi prebivalci, razen ene družine, izseljeni iz citadele v okviru velikega projekta obnove. Od takrat so različne mednarodne ekipe in v sodelovanju z lokalnimi strokovnjaki izvajale arheološke raziskave in restavratorska dela na in ob njej. Vlada načrtuje, da bo po prenovi citadele v njej živelo 50 družin.
Stavbe na vrhu se razprostirajo na približno ovalnem območju 430 krat 340 metrov, ki zavzema 102.000 kvadratnih metrov. Edina verska stavba, ki je trenutno ohranjena, je mošeja Mula Afandi. Gomila se dviga med 25 in 32 metri nad okoliško ravnico. Ko je bila trdnjava popolnoma zasedena, je bila citadela razdeljena na tri okrožja ali mahala: od vzhoda proti zahodu Seraj, Takja in Topkhana. Seraj so zasedale ugledne družine; okrožje Takja je dobilo ime po domovih dervišev, ki se imenujejo takje; v okrožju Topkhana pa so živeli obrtniki in kmetje.

## Zgodovina

### Prazgodovina
Mesto citadele je bilo morda naseljeno že v neolitskem obdobju, saj so na pobočjih gomile našli fragmente lončenine, ki verjetno izvirajo iz tega obdobja. Jasni dokazi o poselitvi prihajajo iz obdobja bakrene dobe, s črepinjami, ki spominjajo na keramiko iz obdobja Ubaid in Uruk v Džaziri oziroma jugovzhodni Turčiji. Glede na te dokaze o zgodnji naselitvi je bila citadela imenovana za najstarejše neprekinjeno naseljeno mesto na svetu.

### Najzgodnejši zgodovinski zapisi
Erbil se v literarnih virih prvič pojavi okoli leta 2300 pr. n. št. v arhivih Eble. Po besedah Giovannija Pettinata je omenjen na dveh tablicah kot Irbilum.
Mesto je bilo najprej večinoma pod sumersko prevlado od ok. 3000 pr. n. št., do vzpona Akadskega kraljestva (2335–2154 pr. n. št.), ki je združil vse akadske Semite in Sumerce v Mezopotamiji pod eno oblastjo.
Kasneje je Erridupizir, kralj Gutijcev, leta 2200 pr. n. št. zavzel mesto.
Konec 3. tisočletja pred našim štetjem je Arbil v zgodovinskih zapisih obdobja Ur III omenjen kot Urbilum. Kralj Šulgi je uničil Urbilum v svojem 43. letu vladavine in med vladavino njegovega naslednika Amar-Sina je bil Urbilum vključen v državo Ur III. V 18. stoletju pred našim štetjem se Arbil pojavi na seznamu mest, ki sta jih osvojila Šamši-Adad iz Gornje Mezopotamije in Daduša iz Ešnune med njunim pohodom proti deželi Kabra. Šamši-Adad je namestil garnizije v vseh mestih dežele Urbil. V 2. tisočletju pred našim štetjem je bil Arbil vključen v Asirijo. Arbil je služil kot izhodišče za vojaške pohode proti vzhodu.

### Od neoasirskega obdobja do Sasanidov
Arbil je bil pomembno mesto v neoasirskem obdobju. Mesto je sodelovalo v velikem uporu proti Šamši-Adadu V., ki je izbruhnil zaradi nasledstva Šalmaneserja III. V neoasirskem obdobju je bilo ime mesta zapisano kot Arbi-Ilu, kar pomeni 'štirje bogovi'. Arbil je bil pomembno versko središče, ki so ga primerjali z mesti, kot sta Babilon in Ašur. Boginja Ištar iz Arbila je bila eno glavnih božanstev Asirije, pogosto imenovana skupaj z Ištar iz Niniv. Njeno svetišče so popravili kralji Šalmaneser I., Asarhadon in Asurbanipal. Napisi iz obdobja Asurbanipala zapisujejo orakularne sanje, ki jih je navdihnila Ištar iz Arbila. Asurbanipal je verjetno imel dvor v Arbilu med delom svoje vladavine in je tam sprejel odposlance Ruse II iz Urartuja po porazu elamskega vladarja Teummana.
Po koncu Asirskega kraljestva so Arbil najprej nadzorovali Medijci, nato pa so ga vključili v Ahemenidsko cesarstvo, preden je postal del cesarstva Aleksandra Velikega po bitki pri Gavgameli, ki je potekala blizu Arbila leta 331 pr. n. št.. Kasneje, po razdelitvi Aleksandrovega cesarstva s strani njegovih generalov (znanih kot diadohi), se je mesto imenovalo Arabella ali Arbela in je bilo del helenističnega Selevkidskega cesarstva. Po 1. stoletju pred našim štetjem sta se  cesarstvo in Partsko cesarstvo borila za nadzor nad Arbilom ali Arbiro, kot je bila znana v tem obdobju. Po 1. stoletju našega štetja je Arbela postala pomembno krščansko središče. V sasanidskem obdobju je bil Arbil sedež satrapa (guvernerja). Leta 340 našega štetja so bili kristjani v Arbilu preganjani in leta 358 je guverner postal mučenik, potem ko se je spreobrnil v krščanstvo. Nestorijansko šolo je v Arbilu ustanovila Nisibisova šola l. 521. V tem obdobju je bil Arbil tudi kraj zoroastrskega templja ognja.

### Muslimansko osvajanje do Osmanov
Arbil so v 7. stoletju osvojili muslimani. Ostal je pomembno krščansko središče do 9. stoletja, ko je arbilski škof preselil svoj sedež v Mosul. Sredi 10. stoletja je Arbil prišel pod oblast Kurdov, ljudstva Hadhabani do leta 1063, ko so ga prevzeli Seldžuki. Od prve polovice 12. stoletja do leta 1233 je bil Arbil sedež Begteginidov, turkomanske dinastije, ki je postala pomembna pod vladavino Zengija, mosulskega atabega. Leta 1183 je Zain ad-Din Jusuf, vladar Arbila, svojo zvestobo preusmeril na Ajubidski sultanat. Leta 1190, ko je Zain ad-Din Yusuf umrl, je njegov starejši brat Muzafar al-Din Gökböri, ki je bil prej guverner Edese, postal novi guverner Arbila. Ustvaril je spodnje mesto okoli mesta na griču citadele in ustanovil bolnišnice in medrese. Ko je leta 1233 Gökburi umrl brez naslednika, je nadzor nad Arbilom prešel na abasidskega kalifa al-Mustansirja I., potem ko je ta oblegal mesto.
Ko so Mongoli v 13. stoletju vdrli na Bližnji vzhod, so leta 1237 prvič napadli Arbil. Oplenili so spodnje mesto, vendar so se morali umakniti pred bližajočo se kalifsko vojsko in morali odložiti zavzetje citadele. Po padcu Bagdada v roke Hülegüja in Mongolov leta 1258 so se vrnili v Arbil in po šestmesečnem obleganju lahko zavzeli citadelo. Hülegü je nato v mesto imenoval krščanskega guvernerja in prišlo je do priliva jakobitskih kristjanov, ki jim je bilo dovoljeno zgraditi cerkev.
Sčasoma so se leta 1295 pod vodstvom Oïrat amirja Nauruza resno začela preganjanja kristjanov, Judov in budistov po celotnem Ilkanatu. To se je pokazalo na začetku vladavine Ilkhana Ghazana. Leta 1297, ko se je Ghazan počutil dovolj močnega, da premaga Nauruzov vpliv, je ustavil preganjanje.
Med vladavino Ilkhana Öljeitüja so se nekateri krščanski prebivalci umaknili v citadelo, da bi ubežali preganjanju. Spomladi leta 1310 jim jo je Malek (guverner) skušal prevzeti s pomočjo Kurdov. Kljub vsem prizadevanjem Mar Yahballahe, da bi preprečil bližajočo se pogubo, so 1. julija 1310 citadelo končno zavzele čete Ilkhanata in vsi branilci so bili pobiti, tako kot vsi krščanski prebivalci spodnjega mesta.
Po bitki pri Chaldiranu leta 1514 je Arbil prešel pod nadzor emirata Soran, napol neodvisnega emirata pod Osmani. V 18. stoletju je mesto zavzel emirat Baban, vendar ga je leta 1822 ponovno zavzel soranski vladar Mir Muhamed Kor. Emirat Soran je še naprej vladal Arbilu, dokler ga leta 1851 niso ponovno zavzeli Osmani. Do prve svetovne vojne je postal je del vilajeta Musul v Osmanskem cesarstvu, ko je Osmane premagal Britanski imperij. Mesto je imelo približno 3200 prebivalcev, vključno s precejšnjo judovsko manjšino.

### Sodobnost
V 20. stoletju je bila citadela priča pomembnim urbanim in družbenim spremembam. Leta 1924 so na citadeli postavili 15 metrov visok jeklen rezervoar za vodo, ki je prebivalcem zagotavljal prečiščeno vodo, vendar je zaradi povečanega pronicanja vode povzročil tudi škodo na temeljih stavb. Število prebivalcev je v 20. stoletju postopoma upadalo, ko je mesto ob vznožju citadele raslo in so se premožnejši prebivalci selili v večje, sodobne hiše z vrtovi. Leta 1960 je bilo porušenih več kot 60 hiš, mošeja in šola, da bi naredili prostor za ravno cesto, ki je povezovala južna vrata s severnimi. Leta 1979 so bila izvedena nekatera rekonstrukcijska dela na južnih vratih citadele in hamamu. Leta 2007 je bilo preostalih 840 družin izseljenih iz citadele v okviru velikega projekta obnove in ohranjanja zgodovinskega značaja citadele. Tem družinam so ponudili finančno nadomestilo. Eni družini je bilo dovoljeno, da še naprej živi na citadeli, da bi zagotovili, da ne bo prekinitve možnih 8000 let neprekinjenega bivanja mesta, vlada pa načrtuje, da bo v citadeli živelo 50 družin, ko bo obnovljena. Leta 2004 je svoja vrata v prenovljenem dvorcu v jugovzhodni četrti citadele odprl Kurdski tekstilni muzej.

### Citadela in bazar
Mesto Arbil opredeljuje osrednja okrogla gomila, ki je citadela, 102.000 kvadratnih metrov zemlje, dvignjena 26 metrov nad okoliškim mestom, za katero se domneva, da so jo začeli graditi v antiki. Okrog in pod njim proti jugu se razprostira labirint uličic, kjer še danes močno bije starodavno trgovsko srce mesta. Bivališča citadele še vedno stojijo, čeprav so zdaj izpraznjena kot del razvojnega projekta Unesca za prenovo stavb. Nekdanji prebivalec Mahmoud Yasim, ki je odraščal s svojimi sedmimi brati in sestrami v 8000 let stari mreži ulic skupaj s približno 830 drugimi družinami, opisuje skupnost, v kateri so uživali: »Takrat so se vsi poznali. Živeli smo v hišah brez dovoljenja, ki so bile zelo stare in delno podrte – a naša življenja so bila dobra. Bili smo blizu vsega – tudi bazarja, bolnišnice in šol.« Veliko prebivalcev je bilo žalostnih, ko so jih oblasti leta 1997 preselile – večinoma v Kalai Novi ('Nova citadela') –, vendar je to ponudilo priložnost za začetek dela pri obnovi razpadajočih struktur, kjer je bilo mogoče obnoviti zapletene štukature in izrazito izrezljane preklade. Spodnji tržni prostor naj bi nastal v času sultana Muzaferdina Kokberija (1190–1233). V tem obdobju, edinem času v svoji dolgi zgodovini, ko je Arbil cvetel kot neodvisna mestna država, je bil tudi nastanek nedavno obnovljenega minareta v središču mesta in je bil tudi čas, ko so bile ustanovljene medrese (šole) Muzaferdin.
Območje okoli južnega vznožja citadele je bilo deležno pozornosti sodobnih urbanistov z veliko tržnico Lana na prostem, kjer so nekoč na tržnicah prodajali usnjene izdelke, zdaj pa jo je nadomestilo veliko sodobno nakupovalno središče. Pokrita tržnica, znana kot Kasarija, še vedno stoji večinoma nespremenjena: labirint majhnih uličic, zaščitenih pred soncem in dežjem z rešetko iz valovitega železa. Pod temi napušči so številni trgovci, ki prodajajo blago, večinoma uvoženo z Daljnega vzhoda, prepleteno z obrtniki, ki se ukvarjajo s poklicem, ki so ga podedovali od svojih prednikov v poznem 19. stoletju, ko je bil bazar obnovljen: draguljarji, čevljarji, mizarji, kleparji in mesarji. Kjer je mogoče, se trgovci zberejo skupaj z drugimi, ki trgujejo z enakimi izdelki, kar daje vsaki ulici posebnost, kot je prehod proti severovzhodnemu vogalu, kjer se prodajajo med in mlečni izdelki – jogurti in siri, ki vsebujejo visoko cenjen lokalni med. Druga zelo cenjena tradicija je izdelava čevljev Klaš – starodavna edinstvena kurdska obrt, pri kateri se belo blago tolče na majhnih nakovalih, da se ustvari trpežna obutev. Te in tradicionalne tkanine, ki se prodajajo na tržnici s tekstilom, so vedno priljubljene v času pred letnimi praznovanji Nauruza, ko se meščani oblečejo v tradicionalna oblačila.

## Arhitektura in postavitev
Citadela je na veliki gomili – ali naselbinski gomili – približno ovalne oblike, ki je visoka med 25 in 32 metrov. Območje na vrhu gomile meri 430 krat 340 metrov in je veliko 102.000 kvadratnih metrov. Naravna prst je bila najdena na globini 36 metrov pod sedanjo površino gomile. Kot nagiba pobočij gomile citadele je c. 45°. Tri rampe, ki so na severnem, vzhodnem in južnem pobočju gomile, vodijo do vrat v zunanjem obroču hiš. Južna vrata so bila najstarejša in so bila obnovljena vsaj enkrat, leta 1860, in porušena leta 1960. Sedanja hiša vrata je bila zgrajena leta 1979. Vzhodna vrata se imenujejo Haremska vrata in so jih uporabljale ženske. Zdi se nejasno, kdaj so se odprla severna vrata. En vir trdi, da so jih odprli leta 1924, drugi pa ugotavlja, da so leta 1944 obstajala samo dvoja vrata – južna in vzhodna.
V začetku 20. stoletja so bile na citadeli tri mošeje, dve šoli, dva takja in hamam. V citadeli je bila do leta 1957 tudi sinagoga. Edina verska stavba, ki je trenutno ohranjena, je mošeja Mula Afandi, ki je bila obnovljena na mestu prejšnje mošeje iz 19. stoletja. Hamam je leta 1775 zgradil Kasim Aga Abdulah. V 1970-ih so jo prenehali uporabljati in leta 1979 so jo prenovili, čeprav je bilo veliko originalnih arhitekturnih podrobnosti izgubljenih.
Ko je bila še vedno zasedena, je bila citadela razdeljena na tri okrožja ali mahala: od vzhoda proti zahodu Seraj, Takja in Topkhana. Seraj so zasedale ugledne družine; okrožje Takja je dobilo ime po domovih dervišev, ki se imenujejo takja; v okrožju Topkhana pa so živeli obrtniki in kmetje. Inventar leta 1920 je pokazal, da je bila citadela takrat razdeljena na 506 hišnih parcel. Od takrat je število hiš in prebivalcev postopoma upadalo. Na primer, leta 1984 je v 375 hišah živelo 4466 ljudi, medtem ko je popis leta 1995 pokazal, da je imela citadela le 1631 prebivalcev, ki so živeli v 247 hišah. Do odprtja glavne prometnice v smeri sever-jug so se ulice na gomili citadele širile navzven od južnih vrat kot veje drevesa. Ulice so bile široke med 1 in 2,5 metra in dolge od 300 metrov za glavne ulice do 30–50 metrov za slepe ulice.ref name=alleyways>»Alleyways«. erbilcitadel.org. Arhivirano iz prvotnega spletišča dne 3. aprila 2009. Pridobljeno 30. avgusta 2010.</ref>
Obodno obzidje citadele ni neprekinjeno utrdbeno obzidje, temveč ga sestavljajo fasade približno 100 hiš, ki so bile zgrajene ena proti drugi. Ker so bile zgrajene na ali blizu strmega pobočja gomile citadele, je bilo veliko teh fasad utrjenih z oporniki, da bi preprečili njihovo zrušitev ali posedanje. Bilo je okoli 30 mestnih palač; večina jih je bila nameščena vzdolž oboda citadele. Najstarejša ohranjena hiša, ki jo je mogoče zanesljivo datirati z napisom, je bila zgrajena leta 1893. Najstarejše hiše je mogoče najti na jugovzhodni strani gomile, medtem ko hiše na severnem obodu izvirajo iz 1930–1940 let. Pred uvedbo sodobnih gradbenih tehnik je bila večina hiš na citadeli zgrajena okoli dvorišča. Dvignjena arkada s pogledom na dvorišče, ravna streha in usločen vhod, ki preprečuje pogled na dvorišče in notranjost hiše, so bili značilni elementi hiš na kaštelu.

## Raziskave in restavriranje
V letih 2006 in 2007 je skupina z Univerze West Bohemia skupaj z Univerzo Salahadin v Arbilu izvedla obsežno raziskavo in oceno celotne citadele. V okviru tega projekta so bile opravljene geodetske meritve, ki so bile združene s satelitskimi posnetki, rednimi fotografskimi posnetki in fotografijami iz zraka, da bi ustvarili zemljevid in digitalni 3D model gomile citadele in hiš na njenem vrhu. Na nekaterih območjih citadele so bile izvedene geofizikalne raziskave, da bi odkrili sledove starejše arhitekture, zakopane pod sedanjimi hišami. Arheološke raziskave so vključevale arheološko raziskavo na zahodnem pobočju in izkop manjšega poskusnega jarka na vzhodnem delu citadele.
Leta 2012 se je Višji odbor za vzdrževanje in obnovo Arbilske citadele odločil identificirati sedem območij znotraj citadele za izkopavanja ter za iskanje ostankov obzidja in zgodovinskih utrdb, komisija je izbrala točko E, ker je na severozahodnem robu citadele, zahodno od glavnih vrat (Bab Ahmadi), kar je olajšalo proces iskanja zgodovinskega obzidja. Izkopavanja so potekala v štirih sezonah 2013-2014-2015 pod vodstvom dr. Abdulaha Khuršida in številnih tujih svetovalcev, vključno z dr. Johnom McCainsom z univerze Cambridge v Veliki Britaniji. Odkrit je bil del obzidja citadele Arbila, ki ni bil viden, o njem niso vedeli veliko, le bežno se omenjajo zgodovinski zapisi, ki omenjajo, da je obzidje obdajalo citadelo, kar je prebivalcem citadele omogočalo, da brani pred napadi sovražnikov in zavojevalcev.
Med gradnjo leta 2008 so ob vznožju gomile citadele našli novoasirsko komorno grobnico. Kasneje so jo izkopali lokalna služba za starine in arheologi z nemškega arheološkega inštituta (DAI). Grobnica je bila izropana v antiki, vendar je še vedno vsebovala keramiko iz 8. in 7. stoletja pred našim štetjem. Sodelovanje med Službo za antikvitete in DAI se je nadaljevalo kasneje istega leta z nadaljnjim raziskovanjem grobnice ter z manjšim izkopavanjem v bližini in geofizičnim pregledom okolice, pri katerem so sodelovali tudi študenti Univerze Salahadin. Te preiskave so pokazale prisotnost arhitekture, ki verjetno izvira iz neoasirskega obdobja, kot tudi več pokopov iz naslednjih stoletij.
Leta 2007 je regionalna vlada Kurdistana (KRG) ustanovila Visoko komisijo za revitalizacijo Arbilske citadele (HCECR) za ohranitev in obnovo s pomočjo Unesca. HCECR med drugim zagovarja vzpostavitev območja, ki sega do 300–400 metrov od citadele, v katerem bi morala biti višina stavbe omejena na približno 10 metrov. To bi zagotovilo vizualno prevlado citadele nad njeno okolico.
2. aprila 2019 je NASA opisala zgodovinsko citadelo kot verjetno najstarejšo stalno naseljeno človeško naselbino na Zemlji.

### Unescov status svetovne dediščine
8. januarja 2010 sta HCECR in iraški državni odbor za starine in dediščino (SBAH) predložila Citadelo v Arbilu na iraški poskusni seznam območij, ki veljajo za nominacijo kot območje svetovne dediščine. V predložitvi je navedeno, da je »Citadela danes eno najbolj dramatičnih in vizualno vznemirljivih kulturnih znamenitosti ne le na Bližnjem vzhodu, temveč tudi na svetu.« Marca 2010 sta bila podpisana še dva sporazuma med HCECR in Unescom in razkrito je bilo, da bo guvernerstvo Arbil financiralo projekt obnove s 13 milijoni ameriških dolarjev. Prva obnovitvena dela so bila izvedena junija 2010. Citadela je bila vpisana na seznam svetovne dediščine 21. junija 2014. Januarja 2017 je UNESCO navedel, da bi lahko območje odstranili s seznama zaradi počasnega napredka v programu obnove.
- Center za obiskovalce
- Kurdski tekstilni in etnografski (kulturni) muzej
- Arbilski muzej kamnov in draguljev
- Hiša turkmenske dediščine
- Francoski inštitut za Bližnji vzhod
- Razstava miniatur kurdskih noš (levo) in Kurdistanski glasbeni arhiv (desno)
- Ena od hiš okoli Arbilske citadele
- Okraski in detajli v tradicionalni hiši
- Okraski in detajli v tradicionalni hiši